# Volcan Tepetiltic
Volcan Tepetiltic är en vulkan i Mexiko.   Den ligger i delstaten Nayarit, i den centrala delen av landet, 600 km väster om huvudstaden Mexico City. Toppen på Volcan Tepetiltic är 1 443 meter över havet.
Terrängen runt Volcan Tepetiltic är kuperad. Runt Volcan Tepetiltic är det glesbefolkat, med 19 invånare per kvadratkilometer. Närmaste större samhälle är San Pedro Lagunillas, 7,6 km sydväst om Volcan Tepetiltic. I omgivningarna runt Volcan Tepetiltic växer huvudsakligen savannskog.